# Listă de localități din provincia Saskatchewan
Listă alfabetică de localități din provincia Saskatchewan, Canada

## Orașe
Aberdeen  · 
Alameda  · 
Allan  · 
Arborfield  · 
Arcola  · 
Asquith  · 
Assiniboia  · 
Balcarres  · 
Balgonie  · 
Battleford  · 
Bengough  · 
Bienfait  · 
Big River  · 
Biggar  · 
Birch Hills  · 
Blaine Lake  · 
Bredenbury  · 
Broadview  · 
Bruno  · 
Burstall  · 
Cabri  · 
Canora  · 
Carlyle  · 
Carnduff  · 
Carrot River  · 
Central Butte  · 
Choiceland  · 
Churchbridge  · 
Colonsay  · 
Coronach  · 
Craik  · 
Cudworth  · 
Cupar  · 
Cut Knife  · 
Dalmeny  · 
Davidson  · 
Delisle  · 
Duck Lake  · 
Dundurn  · 
Eastend  · 
Eatonia  · 
Elrose  · 
Esterhazy  · 
Eston  · 
Fleming  · 
Foam Lake  · 
Fort Qu'Appelle  · 
Francis  · 
Govan · 
Gravelbourg  · 
Grenfell  · 
Gull Lake  · 
Hafford  · 
Hague  · 
Hanley  · 
Herbert  · 
Hudson Bay  · 
Imperial  · 
Indian Head  · 
Ituna  · 
Kamsack  · 
Kelvington  · 
Kerrobert  · 
Kindersley  · 
Kinistino  · 
Kipling  · 
Kyle  · 
Lafleche  · 
Lampman  · 
Langenburg  · 
Langham  · 
Lanigan  · 
Lashburn  · 
Leader  · 
Lemberg  · 
Leroy  · 
Lumsden  · 
Luseland  · 
Macklin  · 
Maidstone  · 
Maple Creek  · 
Marshall  · 
Midale  · 
Milestone  · 
Moosomin  · 
Morse  · 
Mossbank  · 
Naicam  · 
Nipawin  · 
Nokomis  · 
Norquay  · 
Ogema  · 
Osler  · 
Outlook  · 
Oxbow  · 
Pilot Butte  · 
Ponteix  · 
Porcupine Plain  · 
Preeceville  · 
Qu'Appelle  · 
Radisson  · 
Radville  · 
Raymore  · 
Redvers  · 
Regina Beach  · 
Rocanville  · 
Rockglen  · 
Rose Valley  · 
Rosetown  · 
Rosthern  · 
Rouleau  · 
Saltcoats  · 
Scott  · 
Shaunavon  · 
Shellbrook  · 
Sintaluta  · 
Southey  · 
Spiritwood  · 
Springside  · 
St. Brieux  · 
St. Walburg  · 
Star City  · 
Stoughton  · 
Strasbourg  · 
Sturgis  · 
Tisdale  · 
Turtleford  · 
Unity  · 
Vonda  · 
Wadena  · 
Wakaw  · 
Waldheim  · 
Wapella  · 
Warman  · 
Watrous  · 
Watson  · 
Wawota  · 
White City  · 
Whitewood  · 
Wilkie  · 
Willow Bunch  · 
Wolseley  · 
Wynyard  · 
Yellow Grass  · 
Zealandia  · 
- Din februarie 2010 au devenit orașe

Creighton  · 
La Ronge  · 

## Sate
Abbey  · 
Abernethy  · 
Albertville  · 
Alida  · 
Alsask  · 
Alvena  · 
Aneroid  · 
Annaheim  · 
Antler  · 
Archerwill  · 
Arran  · 
Atwater  · 
Avonlea  · 
Aylesbury  · 
Aylsham  · 
Bangor  · 
Beatty  · 
Beechy  · 
Belle Plaine  · 
Bethune  · 
Bjorkdale  · 
Bladworth  · 
Borden  · 
Bracken  · 
Bradwell  · 
Briercrest  · 
Brock  · 
Broderick  · 
Brownlee  · 
Buchanan  · 
Buena Vista  · 
Bulyea  · 
Cadillac  · 
Calder  · 
Canwood  · 
Carievale  · 
Carmichael  · 
Caronport  · 
Ceylon  · 
Chamberlain  · 
Chaplin  · 
Christopher Lake  · 
Clavet  · 
Climax  · 
Coderre  · 
Codette  · 
Coleville  · 
Conquest  · 
Consul  · 
Craven  · 
Creelman  · 
Dafoe  · 
Debden  · 
Denholm  · 
Denzil  · 
Dilke  · 
Dinsmore  · 
Disley  · 
Dodsland  · 
Dorintosh  · 
Drake  · 
Drinkwater  · 
Dubuc  · 
Duff  · 
Duval  · 
Dysart  · 
Earl Grey  · 
Ebenezer  · 
Edam  · 
Edenwold  · 
Elbow  · 
Elfros  · 
Elstow  · 
Endeavour  · 
Englefeld  · 
Ernfold  · 
Eyebrow  · 
Fairlight  · 
Fenwood  · 
Fillmore  · 
Findlater  · 
Flaxcombe  · 
Forget  · 
Fosston  · 
Fox Valley  · 
Frobisher  · 
Frontier  · 
Gainsborough  · 
Gerald  · 
Gladmar  · 
Glaslyn  · 
Glen Ewen  · 
Glenavon  · 
Glenside  · 
Golden Prairie  · 
Goodeve  · 
Goodsoil  · 
Goodwater  · 
Grand Coulee  · 
Grayson  · 
Halbrite  · 
Harris  · 
Hawarden  · 
Hazenmore  · 
Hazlet  · 
Hepburn  · 
Heward  · 
Hodgeville  · 
Holdfast  · 
Hubbard  · 
Hyas  · 
Invermay  · 
Jansen  · 
Keeler  · 
Kelliher  · 
Kenaston  · 
Kendal  · 
Kennedy  · 
Kenosee Lake  · 
Killaly  · 
Kincaid  · 
Kinley  · 
Kisbey  · 
Krydor  · 
Laird  · 
Lake Alma  · 
Lake Lenore  · 
Lancer  · 
Landis  · 
Lang  · 
Leask  · 
Lebret  · 
Leoville  · 
Leross  · 
Lestock  · 
Liberty  · 
Limerick  · 
Lintlaw  · 
Lipton  · 
Loon Lake  · 
Loreburn  · 
Love  · 
Lucky Lake  · 
Macnutt  · 
Macoun  · 
Macrorie  · 
Major  · 
Makwa  · 
Mankota  · 
Manor  · 
Marcelin  · 
Marengo  · 
Margo  · 
Markinch  · 
Marquis  · 
Marsden  · 
Maryfield  · 
Maymont  · 
Mclean  · 
Mctaggart  · 
Meacham  · 
Meath Park  · 
Medstead  · 
Mendham  · 
Meota  · 
Mervin  · 
Middle Lake  · 
Milden  · 
Minton  · 
Mistatim  · 
Montmartre  · 
Mortlach  · 
Muenster  · 
Neilburg  · 
Netherhill  · 
Neudorf  · 
Neville  · 
North Portal  · 
Odessa  · 
Osage  · 
Paddockwood  · 
Pangman  · 
Paradise Hill  · 
Parkside  · 
Paynton  · 
Pelly  · 
Pennant  · 
Pense  · 
Perdue  · 
Pierceland  · 
Pilger  · 
Pleasantdale  · 
Plenty  · 
Plunkett  · 
Prelate  · 
Primate  · 
Prud'homme  · 
Punnichy  · 
Quill Lake  · 
Quinton  · 
Rabbit Lake  · 
Rama  · 
Rhein  · 
Richard  · 
Richmound  · 
Ridgedale  · 
Riverhurst  · 
Roche Percee  · 
Ruddell  · 
Rush Lake  · 
Ruthilda  · 
Sceptre  · 
Sedley  · 
Semans  · 
Senlac  · 
Shackleton  · 
Shamrock  · 
Sheho  · 
Shell Lake  · 
Silton  · 
Simpson  · 
Smeaton  · 
Smiley  · 
Spalding  · 
Speers  · 
Spy Hill  · 
St. Benedict  · 
St. Gregor  · 
St. Louis (Former name: Boucher, Saskatchewan, NWT)  · 
Stenen  · 
Stewart Valley  · 
Stockholm  · 
Storthoaks  · 
Strongfield  · 
Success  · 
Tantallon  · 
Tessier  · 
Theodore  · 
Togo  · 
Tompkins  · 
Torquay  · 
Tramping Lake  · 
Tribune  · 
Tugaske  · 
Tuxford  · 
Val Marie  · 
Valparaiso  · 
Vanguard  · 
Vanscoy  · 
Vibank  · 
Viscount  · 
Waldeck  · 
Waldron  · 
Waseca  · 
Webb  · 
Weekes  · 
Weirdale  · 
Weldon  · 
Welwyn  · 
White Fox  · 
Wilcox  · 
Willowbrook  · 
Windthorst  · 
Wiseton  · 
Wood Mountain  · 
Yarbo  · 
Yellow Creek  · 
Young  · 
Zelma  · 
Zenon Park  · 

## Sate resort
Alice Beach · 
Aquadeo · 
B-Say-Tah  · 
Beaver Flat  · 
Big Shell  · 
Bird's Point  · 
Candle Lake  · 
Chitek Lake  · 
Chorney Beach  · 
Cochin  · 
Coteau Beach  · 
Echo Bay  · 
Etters Beach  · 
Fort San  · 
Glen Harbour  · 
Grandview Beach  · 
Greig Lake  · 
Island View  · 
Kannata Valley  · 
Kivimaa-Moonlight Bay  · 
Leslie Beach  · 
Lumsden Beach  · 
Manitou Beach  · 
Melville Beach · 
Metinota  · 
Mistusinne  · 
North Grove  · 
Pebble Baye  · 
Pelican Pointe · 
Sandy Beach  · 
Saskatchewan Beach  · 
Shields  · 
South Lake  · 
Sunset Cove  · 
Sun Valley  · 
Thode  · 
Tobin Lake  · 
Wakaw Lake  · 
Wee Too Beach  · 
West End  · 